# Alexandra Dahlström
Lena Marina Alexandra Dahlström (født 12. februar 1984 i Gävle) er en svensk skuespillerinde og filminstruktør. Hun fik sit gennembrud i 1998 efter at have spillet hovedrollen som Elin i filmen Fucking Åmål, som er instrueret af Lukas Moodysson. For denne præstation vandt hun Guldbagge-prisen for bedste kvindelige hovedrolle sammen med Rebecka Liljeberg.

## Udvalgt filmografi
- Sandhed eller konsekvens (1997)
- Fucking Åmål (1998)
- Julemanden (1999)
- Frøken Sverige (2004)
- Mañana (2008)
- Vores tid kommer (2010)
- Blondie (2012)
- Psykose i Stockholm (2020)
- Järnridån (kortfilm, 2024, også instruktør)
- Den musikaliska spindeln (kortfilm, 2024)